# Cantó de Capobianco
El cantó de Capobianco és una antiga divisió administrativa francesa situat al departament de l'Alta Còrsega i a la Col·lectivitat Territorial de Còrsega. Va existir de 1973 a 2015.

## Geografia

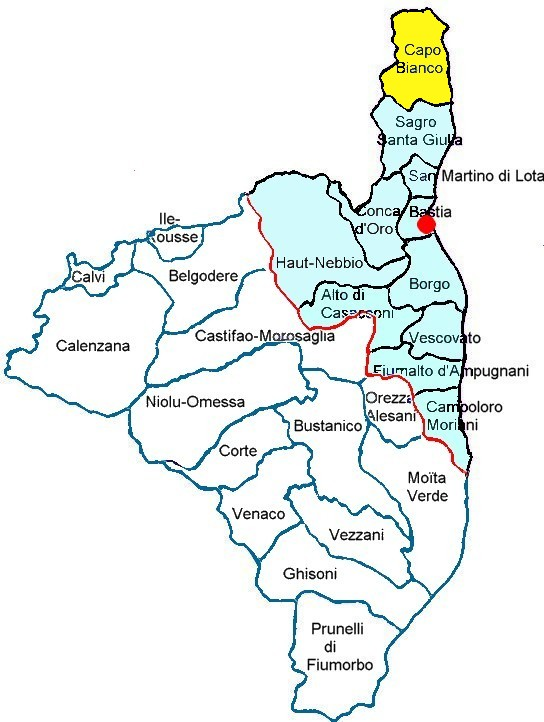
Localització del cantó de Capobianco

## Administració
| Període   | Identitat        | Partit               | Qualitat          |
| --------- | ---------------- | -------------------- | ----------------- |
| 2004-2015 | François Orlandi | Socialistes i aliats | alcalde de Tomino |

## Composició
| Nom        | Població | Codi Postal | Codi Insee |
| ---------- | -------- | ----------- | ---------- |
| Barrettali | 131      | 20228       | 2B030      |
| Cagnano    | 179      | 20228       | 2B046      |
| Centuri    | 229      | 20238       | 2B086      |
| Ersa       | 132      | 20275       | 2B107      |
| Luri       | 750      | 20228       | 2B152      |
| Meria      | 85       | 20287       | 2B159      |
| Morsiglia  | 123      | 20238       | 2B170      |
| Pino       | 150      | 20228       | 2B233      |
| Rogliano   | 458      | 20247       | 2B261      |
| Tomino     | 186      | 20248       | 2B327      |

## Demografia
| 1962  | 1968  | 1975  | 1982  | 1990  | 1999  | 2012  |
| ----- | ----- | ----- | ----- | ----- | ----- | ----- |
| 2.659 | 2.769 | 2.434 | 2.221 | 2.293 | 2.423 | 2.575 |